# Onthophagus veracruzensis
Onthophagus veracruzensis är en skalbaggsart som beskrevs av Juan A. Delgado och Pensado 1998. Onthophagus veracruzensis ingår i släktet Onthophagus och familjen bladhorningar. Inga underarter finns listade i Catalogue of Life.